# Projet Grande-Baleine
Le Projet Grande-Baleine est un projet de construction de trois centrales hydroélectriques proposé par Hydro-Québec vers la fin des années 1980. La construction du complexe dont la capacité installée totale s'élevait à 3 212 mégawatts a été annulée en novembre 1994, en raison de la forte opposition des Cris de la région et de groupes écologistes canadiens et américains et de l'annulation de contrats de vente ferme d'électricité dans l'État de New York.

## Historique
Pendant la construction de la deuxième phase du projet de la Baie-James, le gouvernement du Québec et Hydro-Québec ont annoncé leur intention de procéder avec la construction du Complexe Grande-Baleine, centré sur la Grande rivière de la Baleine, la Petite rivière de la Baleine et la rivière Coast, dans le Nunavik, au nord de la région de la Baie-James. Prévu nommément dans la Convention de la Baie-James et du Nord québécois de 1975, le Complexe Grande-Baleine comprend l’aménagement de trois centrales sur la Grande rivière de la Baleine, qui a une dénivellation de 400 m sur une distance de 370 km, la dérivation des eaux de la Petite rivière de la Baleine et de la rivière Coast vers le bassin versant de la Grande rivière de la Baleine et la création de quatre réservoirs hydrauliques. Les deux bassins versants ont une superficie totale de 59 000 km2, dont 20 % est couverte d'eau douce. La création des réservoirs, y compris le rehaussement du niveau du lac Bienville, aurait inondé environ 1 667 km2 de territoire, soit 3 % de la superficie des deux bassins versants.
Les chasseurs et pêcheurs cris et inuits des villages jumelés de Whapmagoostui et de Kuujjuarapik, à l'embouchure de la Grande rivière de la Baleine, auraient perdu certains territoires de chasse limitrophes, mais l’ouverture de nouvelles routes aurait facilité l’accès aux zones de chasse de l’intérieur et leur aurait permis de mieux répartir leurs activités de chasse et de pêche sur l’ensemble du territoire. En 1993, environ 30 % de l’approvisionnement en nourriture des habitants de la région provenaient encore de la chasse et de la pêche.
Avec une puissance installée de 3 210 mégawatts, les trois centrales du Complexe Grande-Baleine auraient produit 16,2 TWh d’énergie annuellement, dont 11,1 TWh à la centrale Grande-Baleine-1 à quelque 40 km des villages de Whapmagoostui et de Kuujjuarapik. Le coût total des études préliminaires et des études d’impact environnemental réalisées par Hydro-Québec et ses filiales s’élevait à plus de 250 millions de dollars canadiens.
Les Cris de la Baie-James, qui étaient toujours en train d’assimiler les changements culturels et économiques massifs associés à l’ouverture de la route de la Baie-James en 1974, s'inquiétaient de l’impact du prolongement de la route de Radisson vers le village de Whapmagoostui et de la reprise des grands chantiers de construction dans la région. Dès le début des années 1980, le débit naturel de la Grande Rivière et des rivières Eastmain, Opinica et Caniapiscau avait subi des changements importants et environ 4 % des territoires traditionnels de chasse des Cris avaient été inondés par les réservoirs, dont 10 % des territoires des chasseurs du village de Chisasibi. Au même moment, l’accès aux territoires éloignés de la région du réservoir de Caniapiscau et de la frontière du Labrador, était grandement facilité par l'ouverture de la route de la Baie-James, la création des grands réservoirs, et l'utilisation de plus en plus intensive de motoneiges et d'avions de brousse par les chasseurs cris.

### Campagne des Cris
Les Cris de la Baie-James, dont les Cris de Whapmagoostui, et les Inuits du village de Kuujjuarapik se sont opposés avec fermeté à ce nouveau projet, craignant l'impact sur leurs communautés et sur l'environnement. Le Grand Conseil des Cris, dirigé par Matthew Coon Come, a intenté plusieurs recours contre Hydro-Québec, au Québec, au Canada et dans plusieurs États américains, afin d'arrêter le projet ou de faire stopper les exportations d'électricité québécoise vers les États-Unis. Ces poursuites  devant l'Office national de l'énergie, la Cour supérieure du Québec et la Cour suprême du Vermont ont été déboutées,.
Parallèlement à l'action judiciaire, les dirigeants cris lancent une campagne de relations publiques agressive, attaquant le projet Grande-Baleine, Hydro-Québec et le Québec en général. Ils trouvent des alliés parmi les grands groupes écologistes américains dont Greenpeace, Audubon et le Natural Resources Defense Council (NRDC), auquel participe le fils de l'ancien ministre de la Justice américain Robert F. Kennedy Jr.
Particulièrement actif, le NRDC utilise le projet de Grande-Baleine pour lever des fonds auprès de ses membres et sympathisants en accusant Hydro-Québec, et par extension le gouvernement du Québec, de xénophobie, d'« armageddon écologique » et d'empoisonnement délibéré des Cris au mercure.
De son côté, l'organisme canadien Probe international a été accusé par le Tribunal international de l'eau d'Amsterdam d'avoir déformé un jugement en date du 20 février 1992 qui émettait des réserves par rapport au projet Grande-Baleine, dans le but de noircir la réputation d'Hydro-Québec.
La campagne des Cris et de ses alliés canadiens et américains, menée tambour battant aux États-Unis et en Europe, exaspère même les groupes écologistes québécois plus nuancés à l'égard du projet. Ils dénoncent les « grossièretés » du NRDC, les considérant comme de l'« impérialisme environnemental », selon l'environnementaliste David Cliche.
Matthew Coon-Come a admis au cours d'une conférence publique en mars 1994 qu'Hydro-Québec constituait un « problème mineur » et que sa véritable inquiétude était plutôt liée au statut politique des communautés autochtones. « Je veux un véritable partenariat, pas juste un contrat avec Hydro-Québec. Nous voulons vivre de nos ressources naturelles et pas de la charité des gouvernements », une opinion partagée par le président d'Hydro-Québec, Armand Couture.
Les Cris et leurs alliés américains réussiront à forcer la New York Power Authority à annuler un contrat de 5 milliards $ US qu'elle avait signé en 1990 avec Hydro-Québec. Le contrat prévoyait la livraison ferme de 800 mégawatts d'électricité à cet État américain entre 1999 et 2018.

## Annulation du projet
Le 18 novembre 1994, le premier ministre Jacques Parizeau annonce en conférence de presse que le projet est annulé. Il justifie cette décision par les coûts estimés du projet, soit entre 13 et 14 milliards de dollars. La tenue imminente du référendum sur la souveraineté du Québec aurait aussi motivé sa décision. 